# Di Luca & Di Luca
Di Luca & Di Luca Aktiebolag är ett svenskt livsmedelsföretag grundat 1971 av den italienske entreprenören Fernando Di Luca.
Företaget säljer italienska matvaror som olivolja, oliver, pasta, bönor och antipasti, huvudsakligen under varumärket Zeta.
Di Luca & Di Luca tillhör koncernen Gruppo Di Luca.

## Företagets historiska bakgrund

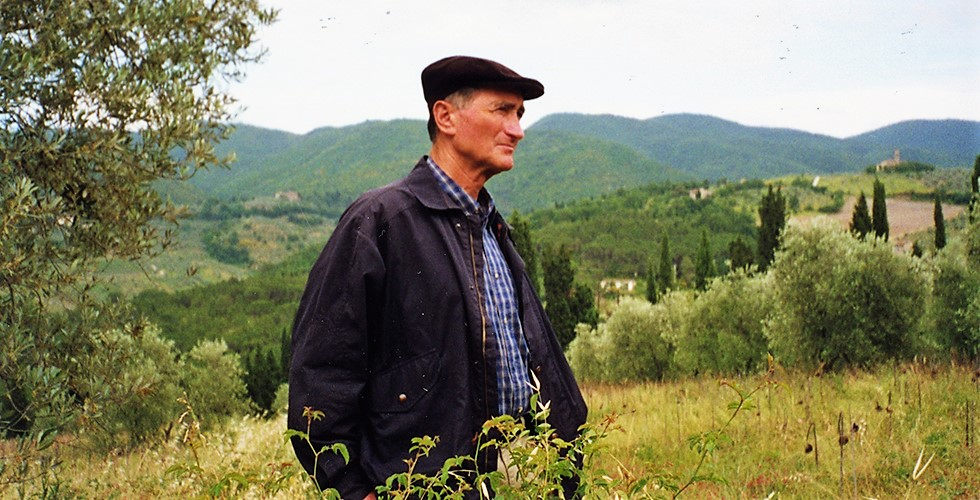
Fernando Di Luca i olivlunden i Grappolini, Italien år 2001.

### Olivoljan kommer till Sverige

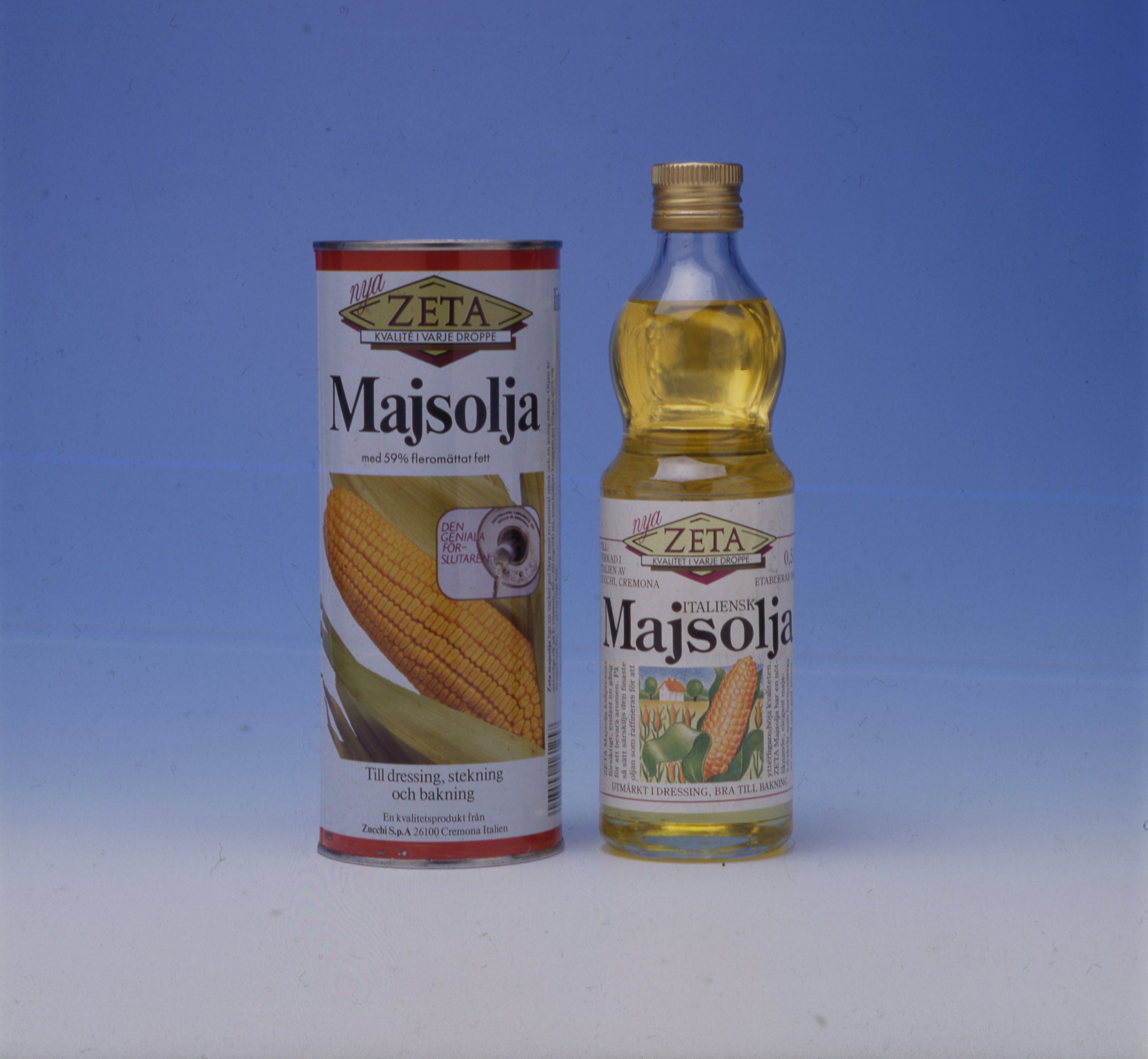
Zeta majsolja, en flaska och en burk.

Fernando Di Luca grundade företaget Di Luca & Di Luca år 1971. Samma år lanserade han företagets första produkt, majsolja, under varumärket Zeta.  På den svenska marknaden såldes under början på 1970-talet olivolja endast som laxermedel på apotek, och som lösningsmedel i färghandelsbutiker. 1974 introducerade Di Luca Zeta Olivolja Extra Virgine i sitt sortiment. År 1974 blev Di Luca även agent för Barilla, och tillsammans lanserade de pastaprodukter i svensk dagligvaruhandel. Framgång med både matoljan och Barilla resulterade i att dagligvaruhandeln tog in även Zetas olivolja i sitt sortiment, och med det började olivolja säljas i Sverige och användas inom svensk matlagning.

### Företaget utvidgas

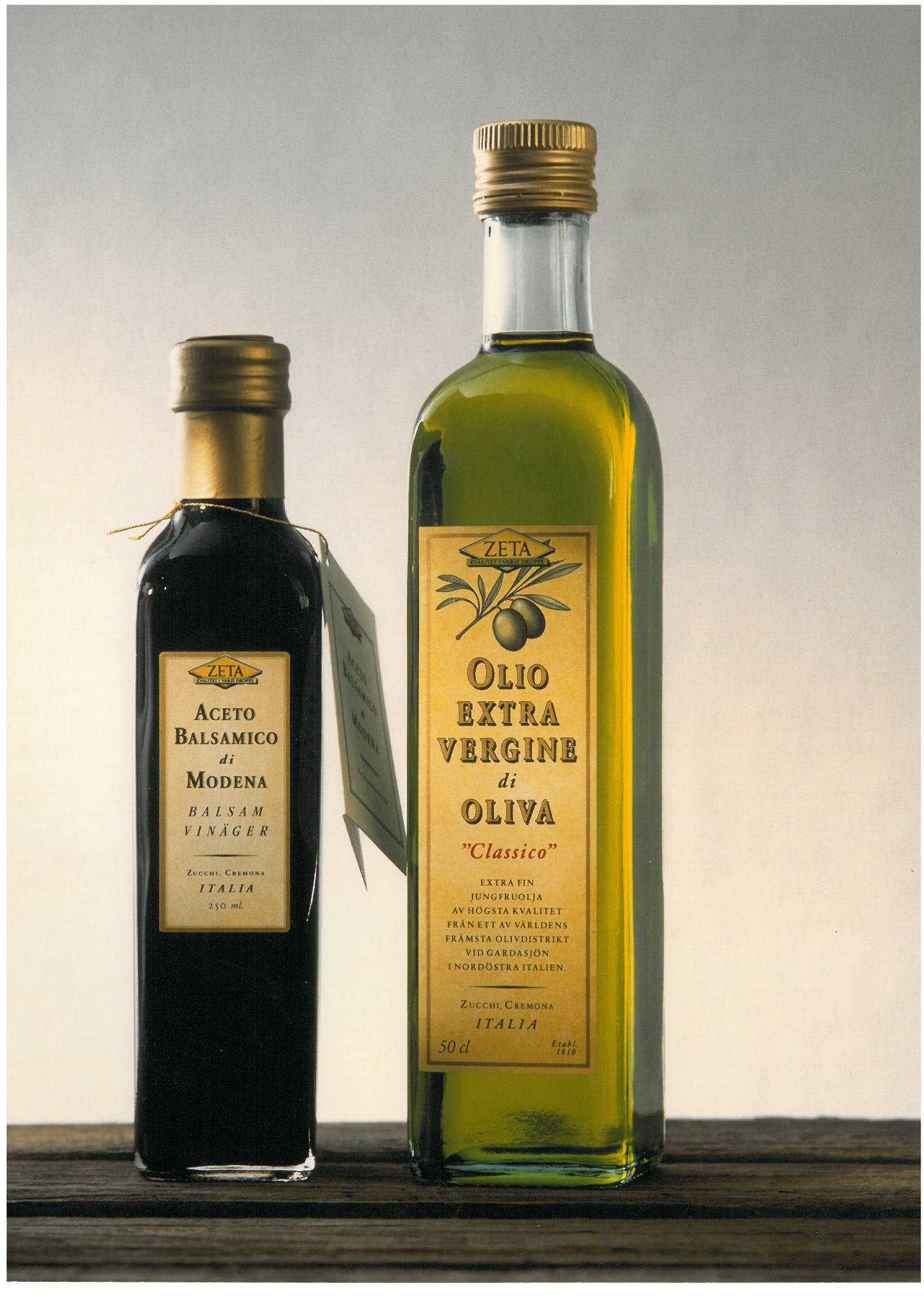
Olivolja och balsamvinäger 1990-tal.

I 14 år var Fernando Di Luca ensam i sitt företag, men när Zetas kundkrets växte kunde han år 1985 börja anställa. 1990 introducerades Zetas första rapsolja, och 1993 lanserades balsamvinägern, den första i Sverige. 1997 upphörde Fernando Di Lucas samarbete med Barilla då Barilla såg att den skandinaviska marknaden kunde göra dem framgångsrika på egen hand, och att de hade möjlighet att starta upp ett eget kontor.
Di Luca & Di Lucas distribution av olivolja ökade med ett samarbetsavtal som slöts mellan dem och Giuseppe Grappolini år 1999. Giuseppe Grappolini tillverkade traditionell olivolja som kunde säljas för ett tre gånger så högt pris som lågprisalternativen av olivolja med sämre kvalitet. Vid millennieskiftet var olivoljehandeln stor och lågprisföretag började se en möjlighet med att sälja olivolja av låg kvalitet billigt, något som Di Luca bemötte med att driva kampanjer i syfte att öka svenskarnas kännedom om hur mycket olivoljans kvalitet faktiskt påverkar matlagningen. 1999 släppte Fernando di Luca boken Förälskad i olivolja, i samma syfte som reklamkampanjerna. Boken såldes i över 30 000 exemplar.

### 2000-talet
Under 2001 började antipastiprodukter att utvecklas, och Zeta introducerade soltorkade tomater, inlagda grönsaker och pesto. År 2002 lanserade företaget oliver i sitt sortiment. Samma år presenterade Zeta även ett ytterligare utbud av varor, och de började sälja fem varianter av färdigkokta bönor i konservburk. På 6 månader såldes produkterna i fler än en halv miljon exemplar. 2002 utmanades Zeta av den så kallade PAH-skandalen. Livsmedelsverket gick ut med anklagelser om att Zetas olivolja innehöll polycykliska aromatiska kolväten. Senare visade det sig att företaget som presenterat resultatet inte varit ackrediterat, och att anklagelsen mot Zeta varit felaktig. Fernando Di Luca stämde därför Livsmedelsverket för förtal och fick år 2008 både upprättelse och ersättning.
År 2003 stod Di Luca i valet mellan att bli olivoljespecialister eller specialister på italiensk mat. De valde att inrikta sig på italiensk mat, och inkluderade därför färskvaror i sitt sortiment. 2003 förvärvade Di Luca & Di Luca företaget Diné foods, vilka hade agenturerna för bland annat Fiorucci, Rana och Brazzale. Samma år tog Fernando Di Lucas son, Christian Di Luca, över som vd för koncernen Gruppo Di Luca, och företaget blev därmed ett familjeföretag.
2004 lanserade Di Luca & Di Luca, genom sitt vinbolag Enjoy Wine, ett rödvin på Systembolaget under Zeta-märket; Montepulciano d'Abruzzo.
År 2005 lanserade Zeta sin första pasta, och strax därefter även risottoris av typerna carnaroli och arborio. Distributionen av färskvaror fortsatte och år 2006 lanserade företaget tre sorters Parmigiano-Reggiano och Grana Padano. Året efter, 2007, introducerades halloumi och fetaost i Zetas sortiment. Då fetaost är en grekisk specialitet blev företaget istället medelhavsleverantörer. Här utvidgade Di Luca & Di Luca även sin koncern med varumärket Delizie. Varumärket skulle sälja "Delizie chark" och utvidgade medelhavssortimentet. Samma år, 2007, lanserade företaget även premiumpasta i svarta Casa Di Luca-förpackningar. Pastan hade extra protein och gluten, vilket gav den 16 procent protein totalt.
2008 gav Fernando Di Luca ut sin andra bok, Italienska smakens källa, tillsammans med krögaren och kocken Marco Baudone. Boken inkluderar en resa Di Luca gör till Italien för att söka upp vänner, odlare, producenter, kockar och många fler. Han skriver om olika italienska råvaror som citron, oliver, salt, kapris, sardell, tryffel, ost med mera. I slutet av boken har Marco Baudone gjort ett flertal recept med hjälp av dessa smaker. 2009 gav Di Luca ut ytterligare en bok, med namnet O liv!, skriven tillsammans med Bo Hagström och Mai-Lis Hellénius..
2011 slog Di Luca samman sina två matföretag. Di Luca & Di Luca och Diné foods blev därför till ett företag: Di Luca & Di Luca. Bolaget omfattade då både Zeta, Delizie och andra varumärken i sin portfölj.
Fernando Di Luca gav 2015 ut sin fjärde bok: Mitt medelhavskök: till bords med en italienare och två professorer. Boken syftar till att förklara varför medelhavsmat var så bra och hälsosam för människan, och för att göra detta tog Di Luca hjälp av två professorer från Karolinska institutet; Mai-Lis Hellenius och Paolo Parini.
2016 lanserade Zeta grynblandningar, som då var en ny produktkategori. Samma år öppnades även restaurangen Deli Di Luca på Folkungagatan 110 på Södermalm i Stockholm.
2018 lanserade Zeta breoliv, bredbar olivolja som ersätter smör på bröd., en produkt de vann "Årets kampanj" för på Dagligvarugalan samma år.

## Varumärken
I Di Luca & Di Lucas produktportfölj ingår utöver Zeta ett flertal varumärken som företaget är agenter för i Sverige. Dessa är Gaia, Matilde Vicenzi, Giovanni Rana, Grappolini, Colussi, Ardita, San Pellegrino, Bertozzi, Bonvini, Mengazzoli, Sapori, Stergilgarda, Biraghi, Barrels & Drums, Rachelli, Golfera, Raspini, El Pastor, Carozzi, le Gruyere, Appenzeller, Old Amsterdam och Monini.

## Leverantörer
Zeta arbetar med 65 olika leverantörer, 80 % återfinns i Italien, och resterande producenter finns i Spanien, Grekland och Cypern med flera. En del av leverantörerna har funnits med sedan tidigt i företagets historia, till exempel Zucchi, medan andra har börjat sälja till Zeta på senare tid.

## Hållbar utveckling
Enligt Di Luca & Di Luca arbetar de för hållbar utveckling inom flera olika områden. De prioriterar att främja hållbar produktion av sina förpackningar och produkter, hållbar logistik, att minska matsvinnet och att eliminera antibiotikaanvändandet vid djurhållning. Inom miljöområdet har Zeta riktat in sig på tre punkter för att förbättra klimatavtrycket: transporter, matsvinn och förpackningar.
Under 2020 certifierades Zeta för livsmedelssäkerhetsstandarden, IP Livsmedel Grundcertifiering. Detta certifikat indikerar att produkterna som säljs uppfyller kraven för hygien och säkerhet från förädling till lager. För att minska sitt klimatavtryck har Zeta även valt att klimatkompensera för alla de utsläpp som genereras från deras kontorsverksamhet.

### Antibiotika och djurhållning
Di Luca & Di Luca driver ett antibiotikaprojekt sedan 2015. Deras sortiment består till stor del animaliska produkter som ost och charkuterier, och dessa tillverkas i sydeuropeiska länder med andra djurhållningslagar än Sverige har. Di Luca & Di Luca utbildar och hjälper sina producenter att minska sitt användande av antibiotika i djurhållningen. De animaliska produkter som säljs under namnet Zeta menar företaget är fria från antibiotika eftersom de säger sig inte sälja produkter som inte framställts med de svenska djurhållningslagarna. I antibiotikaprojektet samarbetar Di Luca & Di Luca med Statens veterinärmedicinska anstalt (SVA) och en svensk veterinär som delar företagets uppfattning om att de svenska lagarna kring antibiotika och djurhållning är bra. Enligt Di Luca & Di Luca har det kooperativ av italienska gårdar som de får sitt kött ifrån lyckats sänka antibiotikaanvändningen så att den ligger 76 % under genomsnittet i Italien sedan projektet startade.
Leverantörer och samarbetspartner som Di Luca & Di Luca arbetar med måste skriva på deras uppförandekod - "Code of Conduct". I denna framgår tydliga riktlinjer och krav gällande ansvar för människan, djuren och miljön. Principerna och förväntningarna bygger i sin tur på internationella konventioner, däribland FN:s globala mål.
Sedan årsskiftet 2020/2021 menar Di Luca & Di Luca att alla Zetas spanska charkuterier kommer från gårdar som följer EU:s lagstiftning, samt Di Luca & Di Lucas egna krav. I Europa växer intresset och engagemanget för hållbar djurhållning. Welfare Quality är en produktmärkning som prioriterar djurens beteenden och behov, och som omfattar en stor del av Zetas italienska charkuterier.

### Förpackningar
Gällande Zetas förpackningar anser företaget det vara viktigt att maten får en så lång hållbarhet som möjligt, och inte blir dålig. Di Luca & Di Luca har uppnått detta genom att bland annat erbjuda olika förpackningsstorlekar. Di Luca & Di Luca förklarar att de sista konservburkarna i Zetas sortiment försvann under 2021, och ersattes av tetra istället. Fördelen med tetra-förpackningarna är att de ger ett 52 procent lägre koldioxidavtryck än konservburkarna, och resultatet har blivit att Di Luca & Di Lucas metallförbrukning minskat med 92 ton per år.

### Plast
Di Luca & Di Luca är med i Plastinitiativet, ett branschinitiativ tänkt att öka plastens materialåtervinningsgrad. Målet med initiativet är att minska användning av fossila bränslen, däribland plast från olja, samt att reducera plastnedskräpning i naturen. Företag som är en del av plastinitiativet strävar efter att ha 100 procent återvinningsbara förpackningar år 2025.
Di Luca & Di Luca gick ut med att de år 2020 tog bort plasten runt Zetas bönors ytterförpackningar, något som de menar har minskat deras plastförbrukning med 9 ton per år. Sedan 2021 paketerar de en tredjedel av Zetas spanska chark i förpackning bestående av 70 procent mindre plast än tidigare. Detta sägs ha resulterat i att förbrukningen av plast inom Di Luca & Di Luca AB minskat med 13,3 ton per år. Man har även minska plastanvändningen genom att börja ersätta baksidor av plastförpackningarna med papp, samt använda tunnare plast i charkuteriförpackningarna.

### Transporter
Zeta säger sig arbeta för att göra transporter så klimatsmarta som möjligt. 75 procent av Zetas varor fraktas med tåg, 16 procent fraktas med båt och resterande 9 procent transporteras med bil. Man har även börjat paketera vissa charkuteriartiklar i mindre kartonger, vilket medfört att fler varor kan fraktas tätare och att belastningen på transportnätet minskat med 160 pallar om året. Dessutom sparar detta fraktsätt 4,6 ton wellpapp om året.

## Samarbeten
Di Luca & Di Luca  samarbetar med ett flertal olika organisationer som främjar miljö, hållbar utveckling, människohälsan, och minskar matsvinnet, bland andra En frisk Generation, KARMA, Maträtt i Göteborg, Global Shea Alliance, E-handelsbolaget matsmart, SNF - Swedish nutrition foundation och Pastaparty på Stockholm Marathon.